# Первомайский (Шиловский район)
Первомайский — заброшенный поселок в Шиловском районе Рязанской области в составе Тимошкинского сельского поселения.

## Географическое положение
Поселок Первомайский расположен на Окско-Донской равнине на левом берегу реки Тырницы в устье реки Вонючки (Средника) в 13 км к юго-востоку от пгт Шилово. Расстояние от поселка до районного центра Шилово по автодороге — 18 км.
К западу от поселка расположены урочища Веселово и Моховое Болото, а также лесной массив (Расторгуев Лес). Небольшой лесной массив расположен и к югу от поселка, за рекой Вонючкой (Суворцев Лес); с северо-востока значительный лесной массив подступает вплотную к правому берегу реки Тырницы. Ближайшие населенные пункты — поселок Красный и село Березово.

## Население
По данным переписи населения 2010 г. численность постоянного населения поселка Первомайский не установлена.

## Происхождение названия
Название поселка Первомайский носит идеологический характер. Населенный пункт получил название в честь праздника 1-го мая, дня международной солидарности трудящихся. Наименование относится к разряду типовых идеологических топонимов советского времени.

## История
В начале XX в. местный помещик С. Суровцев, открыл в своем имении крахмальный завод и построил мельницу на реке Вонючке (Среднике). Для их обслуживания им были приглашены работники и основаны два поселка, один из них — в устье реки при мельнице.
После Октябрьской революции 1917 г. и установления советской власти поселок получил название — Первомайский. Интересно, что в 1929 г. здесь был организован один из первых в Шиловском районе колхозов, объединивший поголовно все крестьянские хозяйства.